# Robert Jefferson Bingham

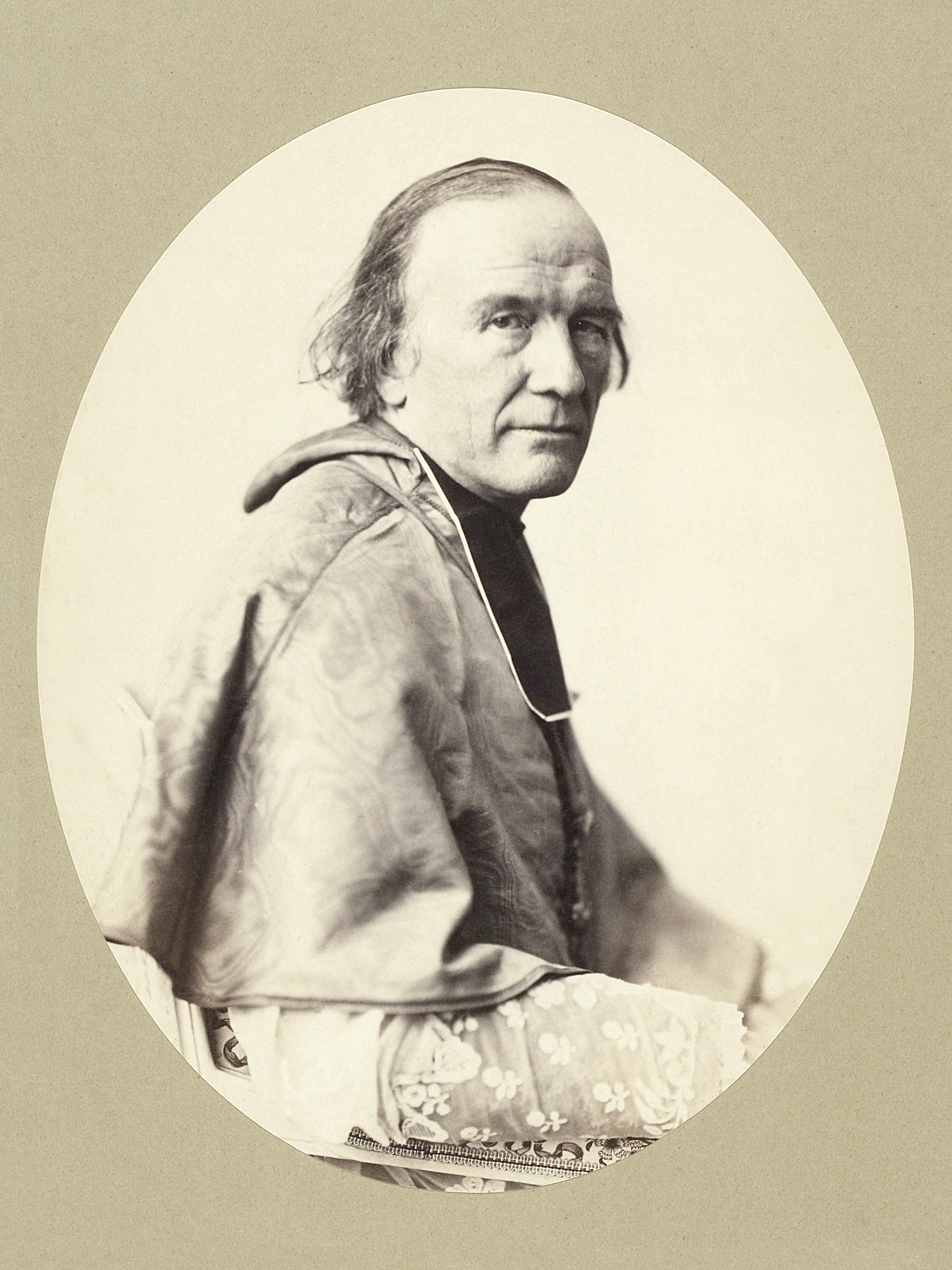
Arcibiskup Georges Darboy, asi 1865

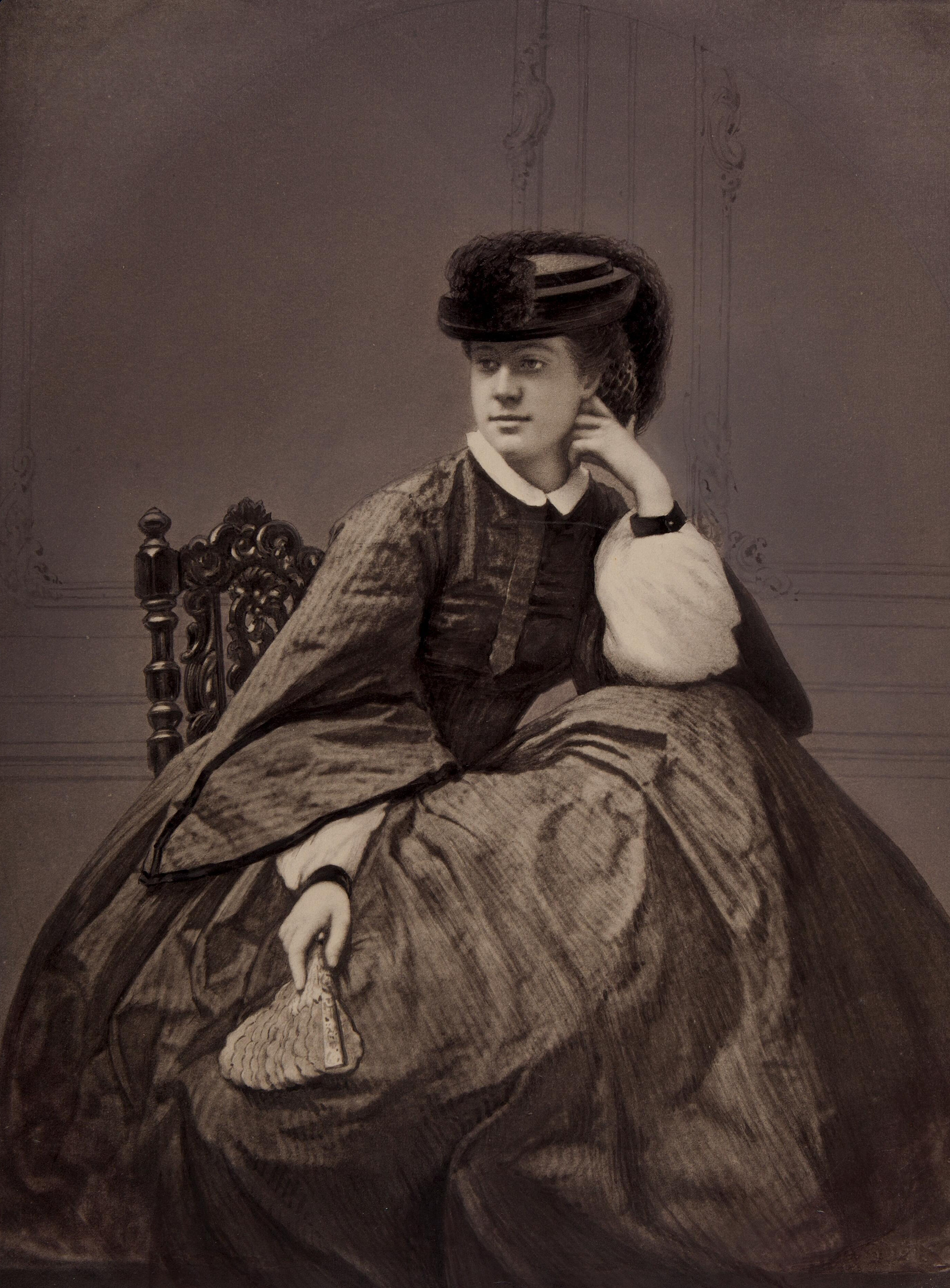
Alexandrine Tinne, 1874

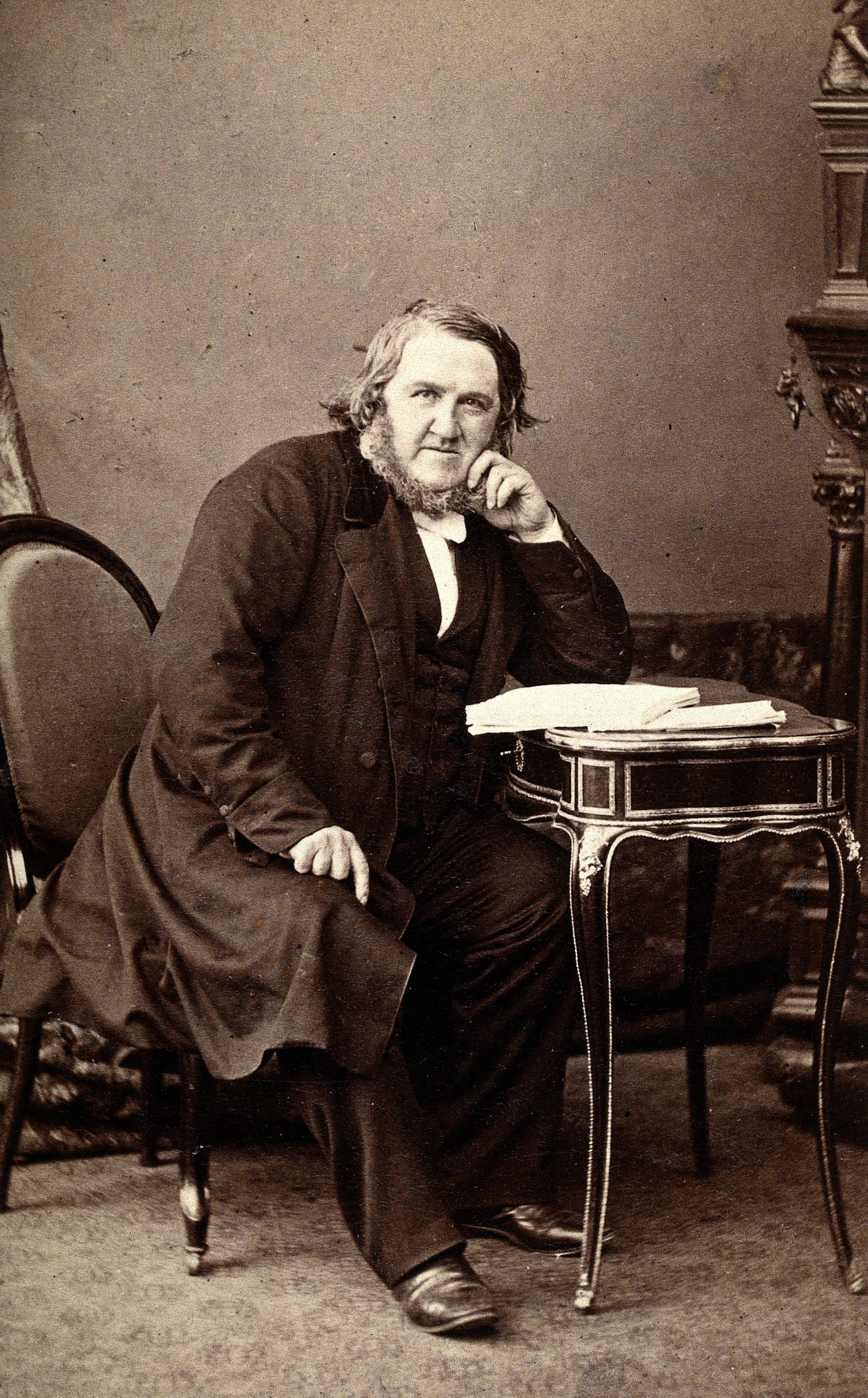
Sir James Young Simpson

Robert Jefferson Bingham (7. března 1824 – 21. února 1870) byl anglický fotograf a průkopník fotografie. Působil převážně ve Francii, vytvářel portréty lidí a reprodukce obrazů. Je jedním z prvních fotografů, kteří používali kolodiový proces, psal o něm, a také o něm tvrdil, že jej vynalezl.

## Mládí a rodina
Bingham se narodil 7. března 1824 v Billesdonu v Leicestershire v Anglii, kde byl ještě v březnu stejného roku pokřtěn. Jeho rodiče byli John Cowener Bingham a jeho manželka Martha. V roce 1853 se na Britském velvyslanectví v Paříži oženil s Emmou Reedovou, dcerou chirurga Johna Reeda z Kinvera v Staffordshire. Emma zemřela o 15 let později v domě na adrese Rochefoucauld v Paříži.

## Kariéra
Bingham nejprve začal pracovat jako chemik v London Institution. V roce 1847 publikoval nové vydání díla Photogenic manipulation, obsahující teorii a prosté instrukce fotografického umění; díla, které v dalších několika letech rozšířil a přetiskl nejméně čtyřikrát."
Na Světové výstavě v roce 1851 vystavil svých 19 fotografií. Byl pověřen, v důsledku vlivu člena výkonného výboru Henryho Colea, vytisknout skleněné negativy reportážního fotografa Claude-Marie Ferriera. Bingham si ve Versailles vybudoval zázemí pro fotografický tisk, aby mohl tuto smlouvu uzavřít. Některé z těchto fotografií byly o rok později na výstavě Recent Specimens of Photography uspořádané londýnskou společností Society of Arts, první výstavě zaměřené výhradně na fotografii.
Bingham také fotografoval Světovou výstavu 1855 v Paříži. Jeho schopnost pořídit přibližně 2500 fotografií poměrně vysokou rychlostí při této příležitosti povzbudila ostatní fotografy, aby také využívali mokrý kolodiový proces pro svou práci, a pomohli mu se tak stát nejoblíbenější reprodukční metodou od roku 1855 až do roku 1880. Henry Cole ho poslal současně do Louvru, aby tam fotografoval mistrovská díla muzejních sbírek.
Kvůli podobnému úkolu se v roce 1851, 1855 a 1859 Bingham vracel do Paříže, aby tam pracoval jako fotograf. Nejprve společně s americkým Warrenem T. Thompsonem, dokud Thompson v roce 1856 neodjel do Anglie. Bingham pracoval nejen na výstavě v roce 1855, ale také vystavoval své vlastní portréty v životní velikosti, za které získal medaili první třídy. Kvůli nedostatku komerčního úspěchu však brzy tyto obrovské fotografie přestal vyrábět a "uvízl" na standardních malých formátech.
Jeho dílo v Louvru ho inspirovalo k tomu, aby se fotografování portrétů začal věnovat komerčně, a v roce 1857 otevřel nový ateliér v pařížské čtvrti Nouvelle Athènes, která byla v té době jednou z nejvýznamnějších uměleckých oblastí. Spřátelil se s mnoha umělci, fotografoval je a jejich díla a začal s novým projektem: fotografickou sbírkou prací nedávno zesnulého malíře Hippolyta Delaroche. Výsledek publikoval v roce 1858, a jednalo se o vůbec první fotografický catalogue raisonné. Během příštích několika let následovaly podobné katalogy děl dalších umělců. Menší katalogy s pouze několika fotografiemi vyrobil pro konkrétní sbírky a například pro Napoleonovo muzeum v Amiens.
Jeho reprodukce maleb byla známá sugescí původních barev na černobílých fotografiích a byla chválena jako nadřazená všem ostatním obdobným snahám. Gustave Moreau posílal Binghamovy fotografie svých obrazů lidem, aby je informoval o svých nejnovějších výtvorech, aniž by museli čekat na Salon nebo jinou výstavu. Podobně Gustave Courbet ukazoval své obrazy, které byly odmítnuty Salonem, prostřednictvím fotografií vytvořených Binghamem. Courbetovo dílo z roku 1863 „Retour de conférence“, které bylo odmítnuto v Salonu des Refusés, bylo zničeno fundamentalistickým křesťanem, a zachovala se pouze černobílá kopie na fotografii. Courbetův obraz „Vénus et Psyché“ také zmizel a je známý také díky prostřednictvím Binghamových fotografií.
Bingham pokračoval ve výstavách ve Velké Británii a Francii a získal další medaili na mezinárodní výstavě v Londýně v roce 1862. Byl jedním z předních členů společnosti Société française de photographie a přispěl mnoha svými díly k výstavám této společnosti. Počátkem roku 1870 náhle opustil Paříž a odešel do Bruselu, kde zemřel v únoru téhož roku. Jeho ateliér fungoval až do roku 1875 a publikoval reprodukce jeho negativů.

## Kontroverze s kolodiovým procesem
Vynález mokrého kolodivého procesu, nejběžnějšího procesu fotografování mezi lety 1855 a 1881, je obvykle přiznáván Fredericku Scottovi Archerovi, který publikoval metodu v roce 1851 a řekl, že ho vynalezl již v roce 1848. Dalším kandidátem byl Gustave Le Gray, který v roce 1850 publikoval jiný, méně praktický kolodiový proces. Ale až do konce svého života Bingham hrdě prohlašoval, že byl první, kdo o kolódiovém procesu psal, a to buď ve své knize z roku 1848, nebo ve vydání z ledna 1850, což z něho dělá vynálezce tohoto procesu. Zatímco je obecně uznáván jako jeden z prvních vynálezců, kteří nezávisle navrhli kolodium jako alternativu k papíru, vynález je obvykle připisován Archerovi, protože jako první publikoval prakticky použitelný popis procesu.

## Galerie

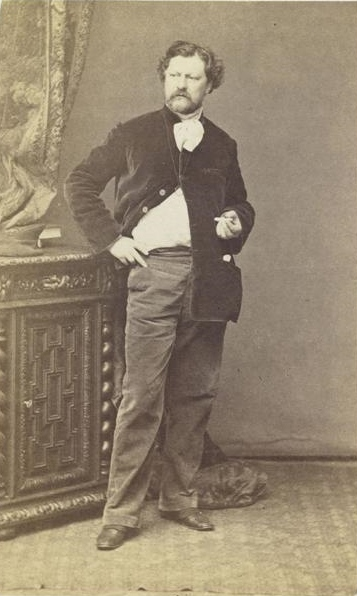
Alexandre Bida, asi 1855
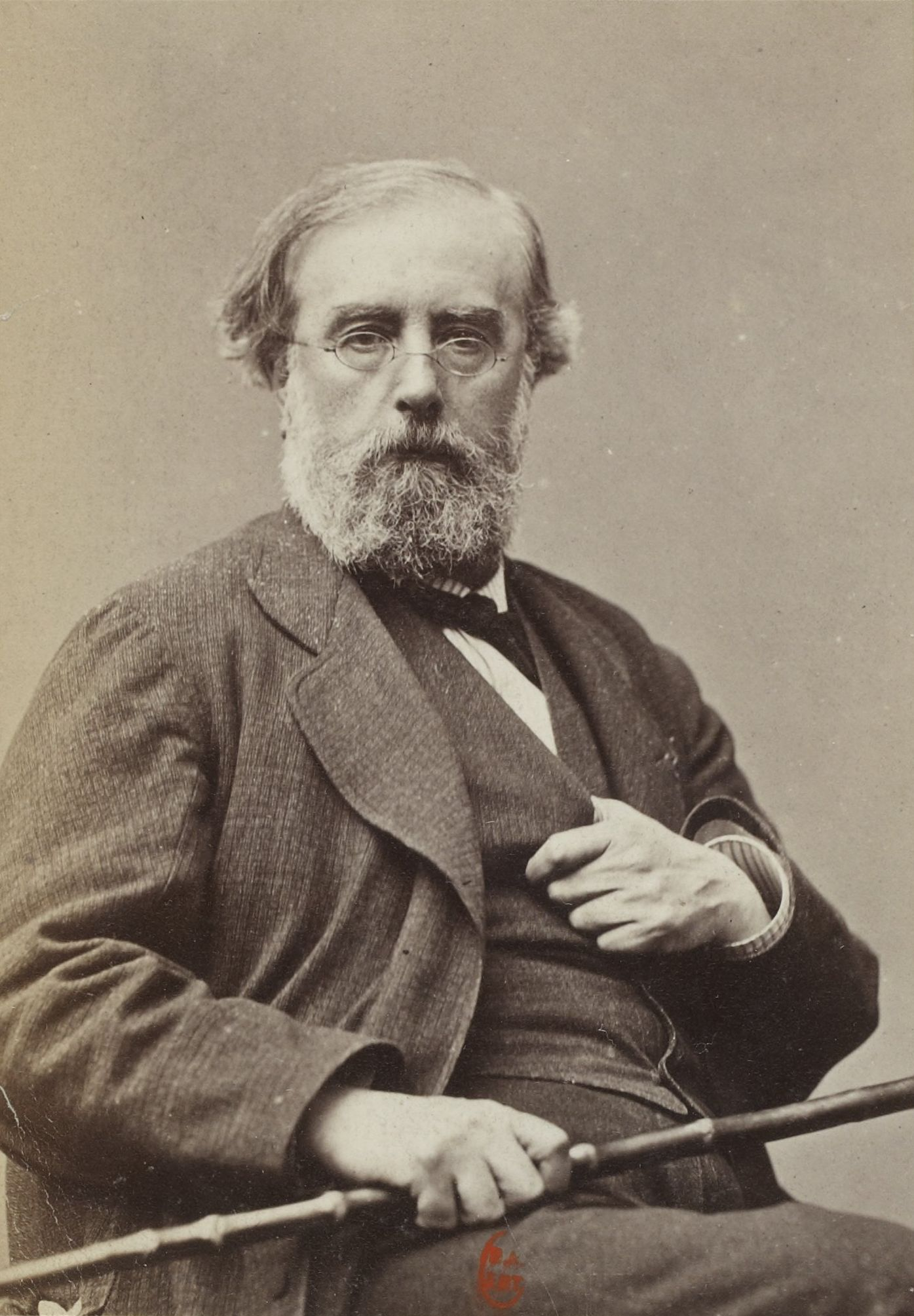
Auguste Gendron
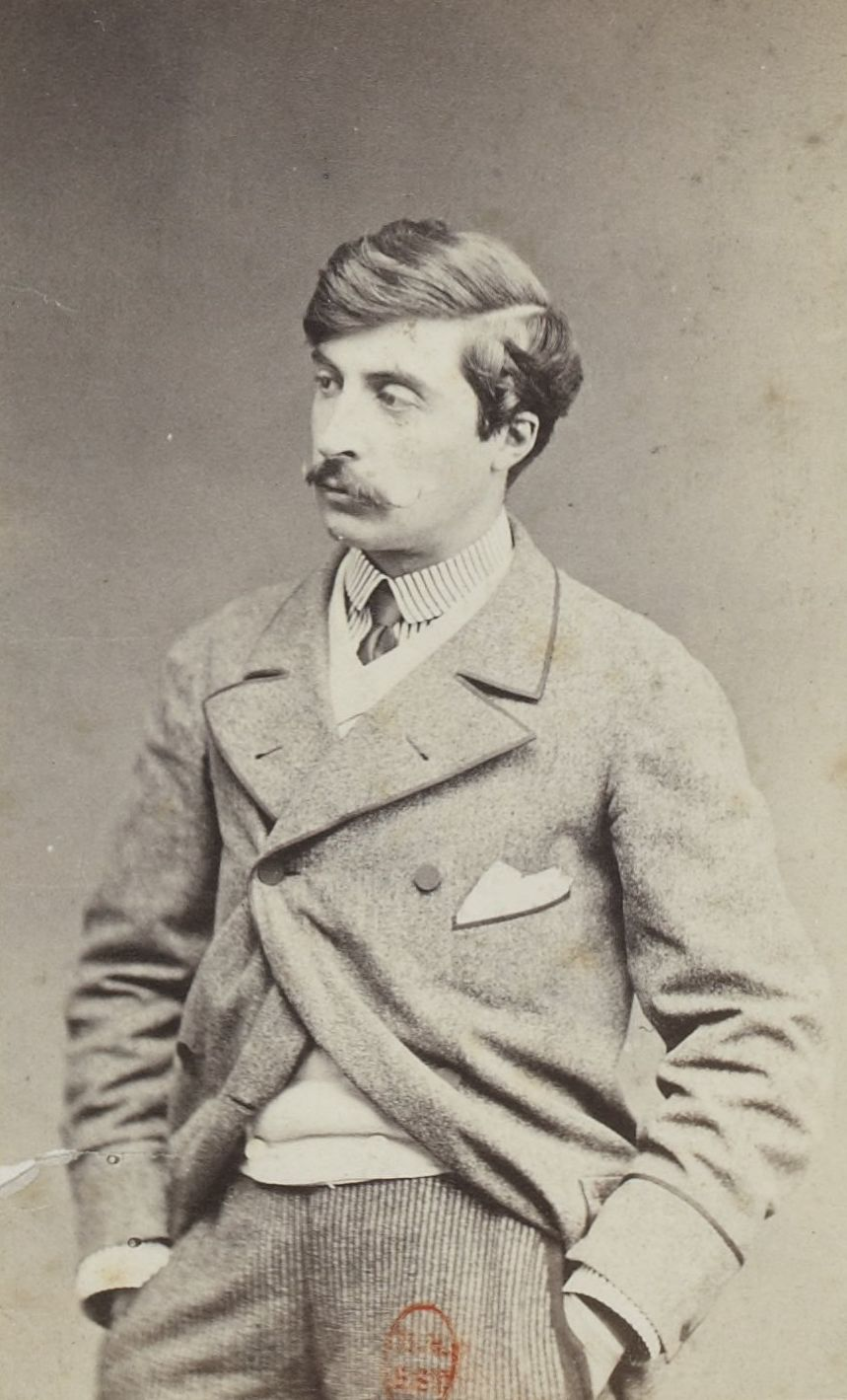
James Tissot
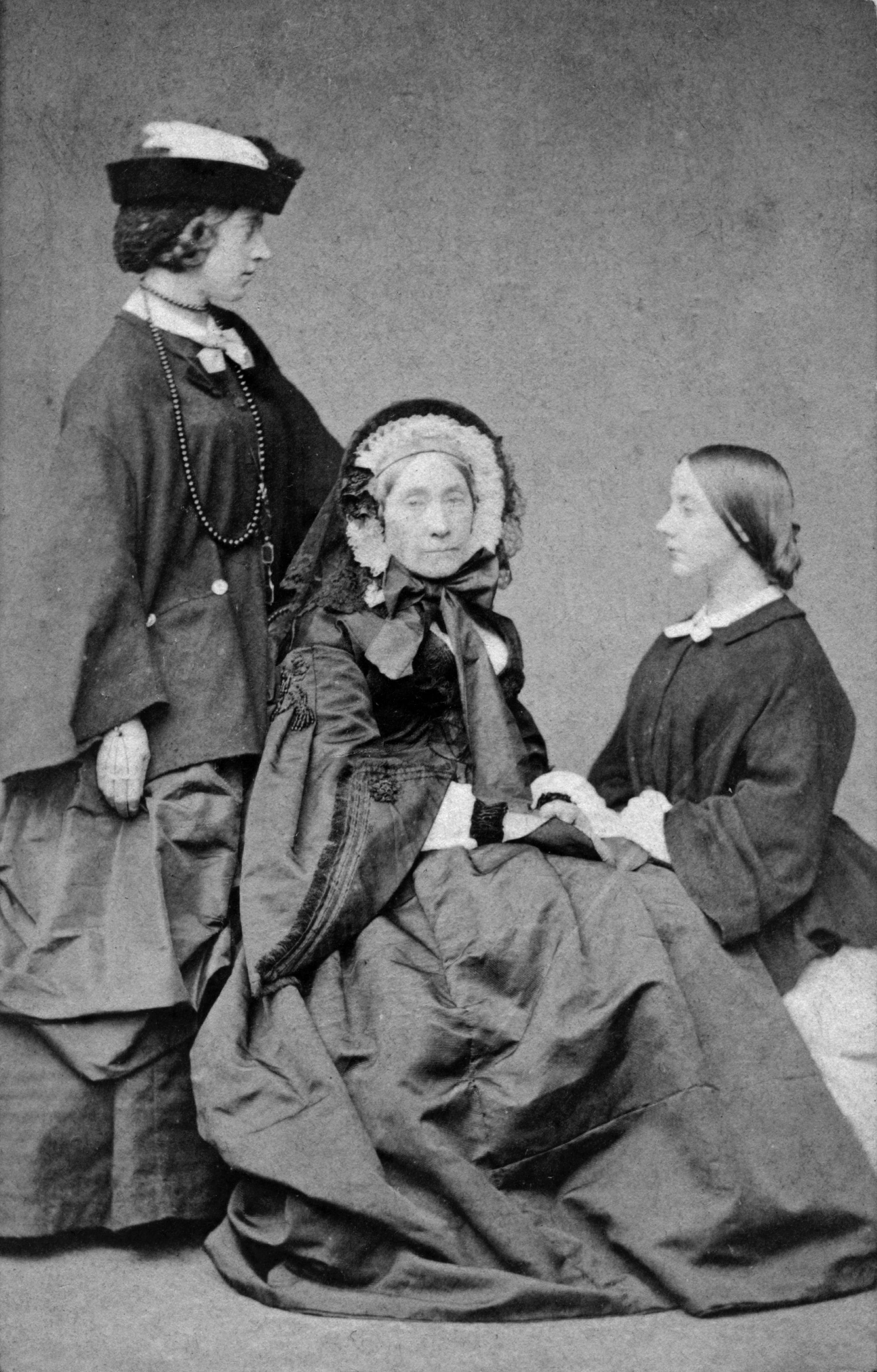
Alexandrine Tinneová, Henriëtte Tinne-van Capellen a Jetty Hora Siccama, 1860
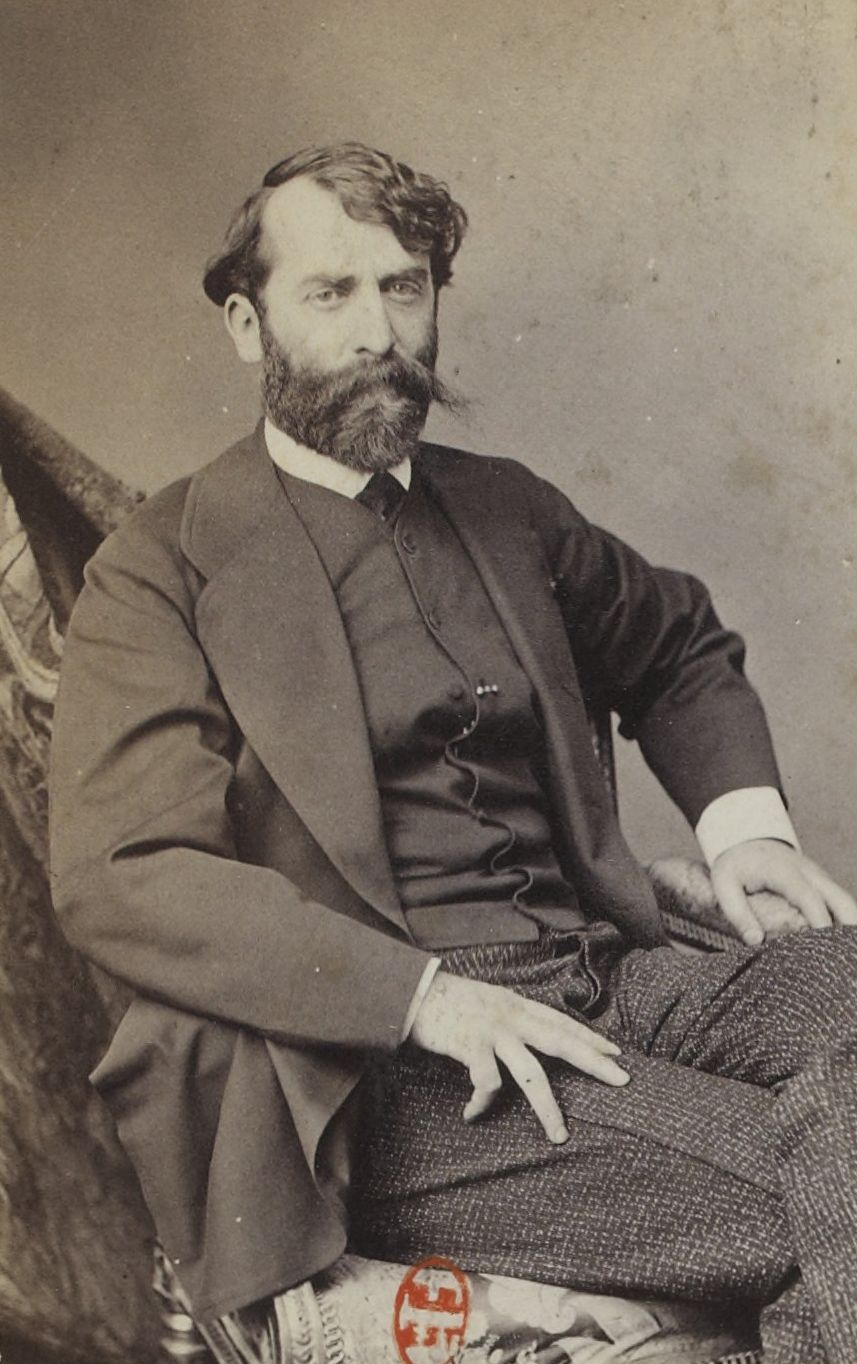
Ferdinand Heilbuth, 1860–1875
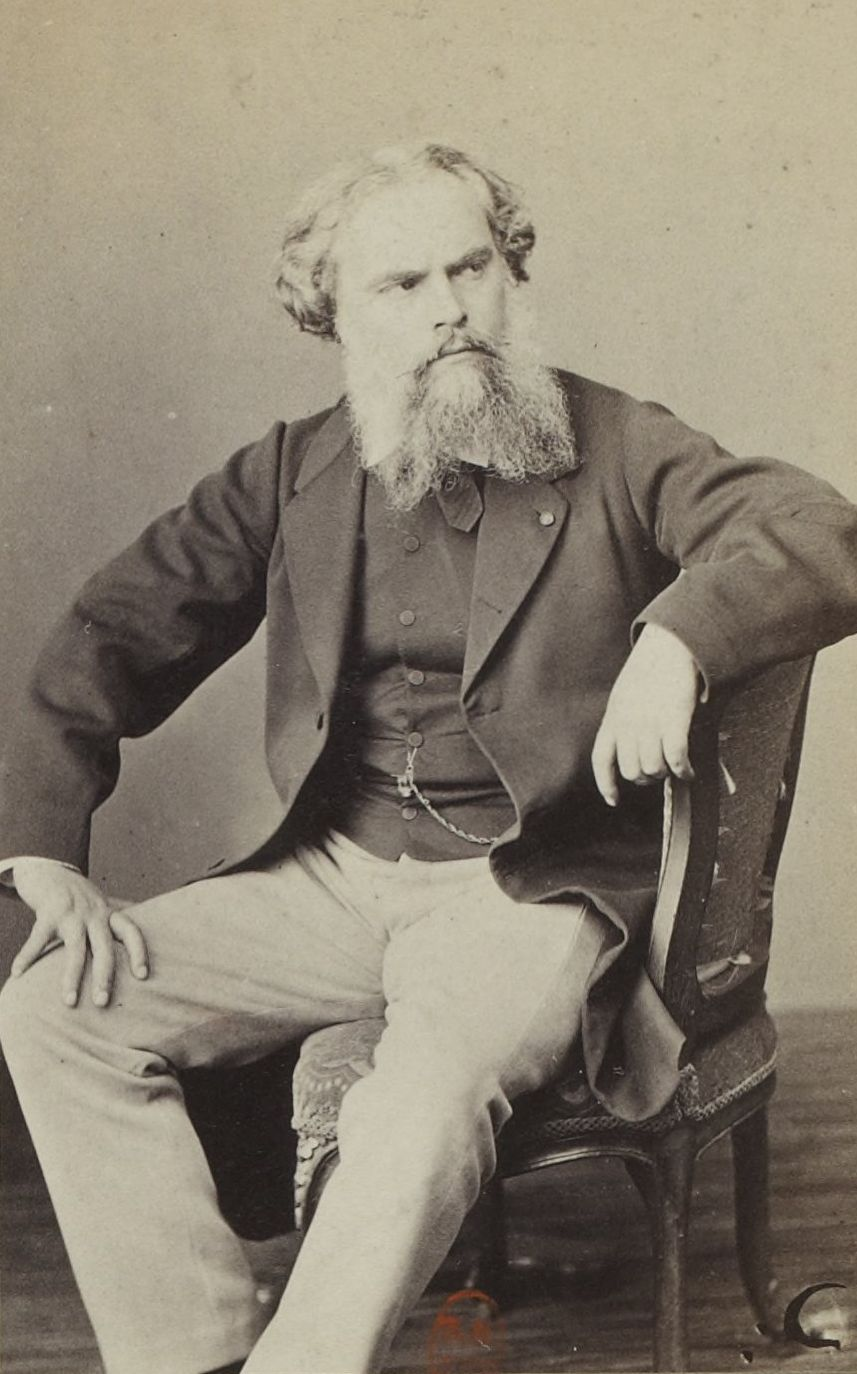
Alexandre Cabanel, 1860–1875
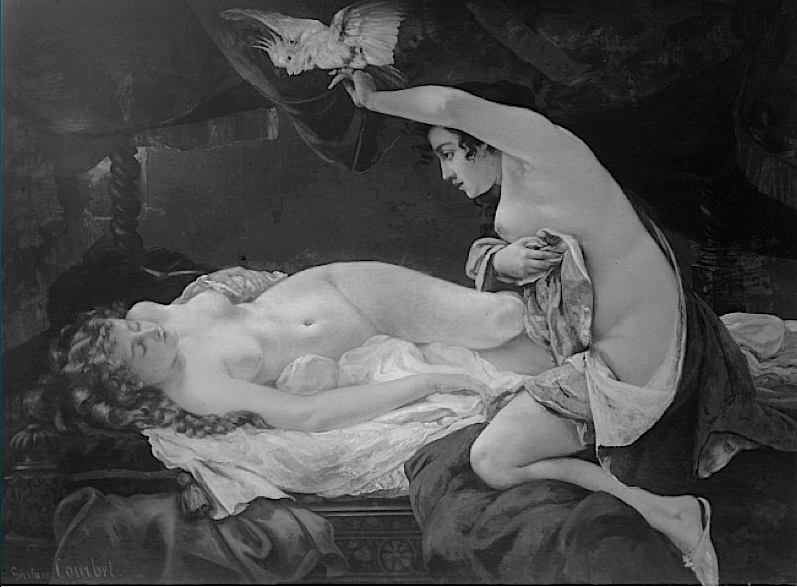
Le Rêve nebo Vénus et Psyché, olej na plátně, podepsáno a datováno: G. Courbet, 1864, ztracený obraz